# Claude François
Claude Antoine Marie François (Ismaïlia, Egipte, 1 de febrer de 1939 - París, 11 de març de 1978), conegut també com a Cloclo, va ser un cantant de música pop molt prolífic i popular a les dècades dels 60 i 70 del segle XX a França. Una de les innovacions que el va fer més cèlebre va ser el d'incorporar, per primera vegada a la televisió francesa, un grup de noies darrere seu, ballant, fent eventualment els cors i vestides de forma provocativa: a l'època van rebre el nom de claudettes. Les seves cançons, a més, estaven sempre ben amenitzades per coreografies i vestuari vistós i espectacular. És coautor i cocompositor de la cançó original en la qual està inspirada My way (Com he fet sempre), que compta actualment amb més de 2.500 versions a tot el món.
Va començar la seva carrera musical l'any 1962, que va continuar tota la seva vida, fins que va morir als 39 anys electrocutat en un accident domèstic el 1978. En aquest temps, Claude François va gravar 277 cançons en francès i 119 en altres llengües (prop de 60 en anglès, unes vint en italià, quatre en castellà, una en àrab i una en japonès). El 2005 es comptaven en total 61.352.000 discs seus venuts a tot el món. Va actuar 1.188 vegades sobre un escenari. Va aparèixer 313 vegades en programes de televisió. Va ser portada de 219 revistes estant viu i de 186 després de la seva mort fins al 2006. Ha estat objecte de 73 llibres i biografies després de la seva mort.
Segons una enquesta duta a terme el 2003, les cinc cançons de Claude François favorites dels francesos són Belles, belles, belles (1962), Comme d'habitude (1967, cançó original de la qual Frank Sinatra va fer mundialment famosa la seva versió en anglès My way, en català, A la meva manera), Alexandrie, Alexandra (1978), Cette année-là (versió en francès feta el 1976 de la cançó Oh, What a Night, de The Four Seasons el 1963) i Le Lundi au soleil (1972).
També va fundar una casa de discos anomenada Flèche el 1967. Va interpretar la cançó Un homme libre (1969) de Paco de Lucía, amb lletra de Jacques Plante, i va aparèixer en dues pel·lícules de cinema: L'été frénétique (1062), de Claude Vernick, i Drôles de zèbres (1977), de Guy Lux.